# Don Adair
Don Adair är en amerikansk adventistpastor och grundare av The General Association of Davidian Seventh-Day Adventists.
Han har även skrivit böcker som "A Davidian Testimony" (1997).
Efter att först ha verkat inom General Association of Davidian Seventh-day Adventists, var han tillsammans med bland andra Martin James Bingham, med om att bilda Davidian Seventh Day Adventist Association (DSAA). 1965 hoppade Adair av DSAA och bildade sin egen utbrytarkyrka, The General Association of Davidian Seventh-Day Adventists.